# Riga (Nueva York)
Riga es un pueblo ubicado en el condado de Monroe en el estado estadounidense de Nueva York. En el año 2000 tenía una población de 5,437 habitantes y una densidad poblacional de 59 personas por km².

## Geografía
Riga se encuentra ubicado en las coordenadas 43°04′10″N 77°53′02″O / 43.06944, -77.88389.

## Demografía
Según la Oficina del Censo en 2000 los ingresos medios por hogar en la localidad eran de $58,842 y los ingresos medios por familia eran $65,106. Los hombres tenían unos ingresos medios de $47,083 frente a los $31,202 para las mujeres. La renta per cápita para la localidad era de $23,590. Alrededor del 3.8% de la población estaban por debajo del umbral de pobreza.